# Atlántica FM
Atlántica FM es una emisora generalista de Radio de Canarias, ubicada en la provincia de Las Palmas (España).
Emiten en Frecuencia Modulada desde 2001 en varias islas del archipiélago, siendo una de las más reconocidas de la provincia.
Con la producción de servicios informativos horarios y programas donde se destaca la cultura se caracterizan por la agilidad y versatilidad de su programación, distinguiéndose por sacar los micrófonos a las calles en contacto con el ciudadano y sus oyentes en programas diarios de interés general y de participación popular.
Atlántica FM es una de las pocas emisoras canarias no musicales sin capital proveniente de partidos políticos y una de las pocas radios libres del país.
- Datos: Q5710949